# Sonja Kohn
Sonja Kohn (geb. Türk; * 5. August 1948 in Wien) ist eine österreichische Bankerin.

## Leben
Sonja Kohn wurde als Tochter jüdischer Flüchtlinge aus Osteuropa geboren und wuchs in Wien auf. In den 1970er Jahren begann sie, sich gemeinsam mit ihrem Ehemann Erwin Kohn im Import-Export-Geschäft zu betätigen, was sie auch nach Mailand führte. In den frühen 1980er Jahren lebte sie eine Zeitlang in New York City und arbeitete als Wertpapierhändler (Stockbroker) für Merrill Lynch. 1985 übersiedelten sie in die USA in den Bundesstaat New York, wo sie in der als orthodox geltenden jüdischen Gemeinde Monsey lebten.
In den USA gründeten Sonja Kohn und ihr Mann die Gesellschaft Eurovaleur Inc., deren Präsidentin sie ist. Sonja Kohn wurde in New York als “Austria’s woman on Wall Street” bekannt. In den 1990er Jahren kehrte sie nach Europa zurück, wo sie mit Gerhard Randa (Bank Austria) zusammenarbeitete.
Im Jahre 1994 gründete sie die Finanzgesellschaft Medici, an der sie drei Viertel der Anteile hielt und dem Aufsichtsrat vorstand.
Nach dem Madoff-Skandal wurde die Bank 2009 aufgehoben und in eine Gesellschaft umgewandelt.
Kohn hatte bis 2006 einen Beratervertrag mit der Wiener Börse für internationale Börsenkooperationen.

## Fall Madoff
Im Dezember 2010 wurde Sonja Kohn in die Affäre um den amerikanischen Milliardenbetrüger Bernard L. Madoff verwickelt. Sie wurde beschuldigt, Madoffs wichtigste Geschäftspartnerin in Europa gewesen zu sein. Auch in Österreich ermittelte die Justiz in dieser Angelegenheit wegen Betrugsverdacht.
Madoffs Konkursverwalter Irving Picard klagte Sonja Kohn, die Bank Medici und ein paar Dutzend andere Personen in New York auf Schadenersatz in der Höhe von 19,6 Milliarden Dollar (rund 15 Mrd. Euro) ein – die bisher größte Einzelsumme infolge dieses Skandals. Die Klage wurde zurückgezogen.
Am 18. Oktober 2013 gewann Sonja Kohn ein Verfahren in London, das Picard gegen sie angestrengt hatte. Picard hatte gegen Kohn Zahlungen eingeklagt, die sie von Madoff für ihre Dienste erhalten hatte. Der Richter des London High Court sprach von «haltlosen Vorwürfen», stellte das Verfahren ein und kam zum Schluss, dass die Zahlungen an Kohn «nichts anderes als eine angemessene Entlohnung für die von ihr rechtmäßig erbrachten Leistungen» gewesen waren. Kohn habe «voll und ganz redlich gehandelt». Der Richter hielt zudem fest, Kohn sei ebenfalls ein Opfer von Madoffs Betrügereien und habe eigenes Vermögen verloren. Ihre Familie verlor laut Urteil 11,5 Millionen Dollar.

## Ehrungen
- 1999: Großes Ehrenzeichen für Verdienste um die Republik Österreich